# Гофман, Иоганн фон
Иоганн Христиан Конрад фон Гофман (нем. Johann Christian Konrad von Hofmann, 1810—1877) — немецкий лютеранский теолог, профессор в университете Эрлангена — Нюрнберга.

## Биография
Иоганн Христиан Конрад Гофман родился 21 декабря 1810 года в городе Нюрнберге. 

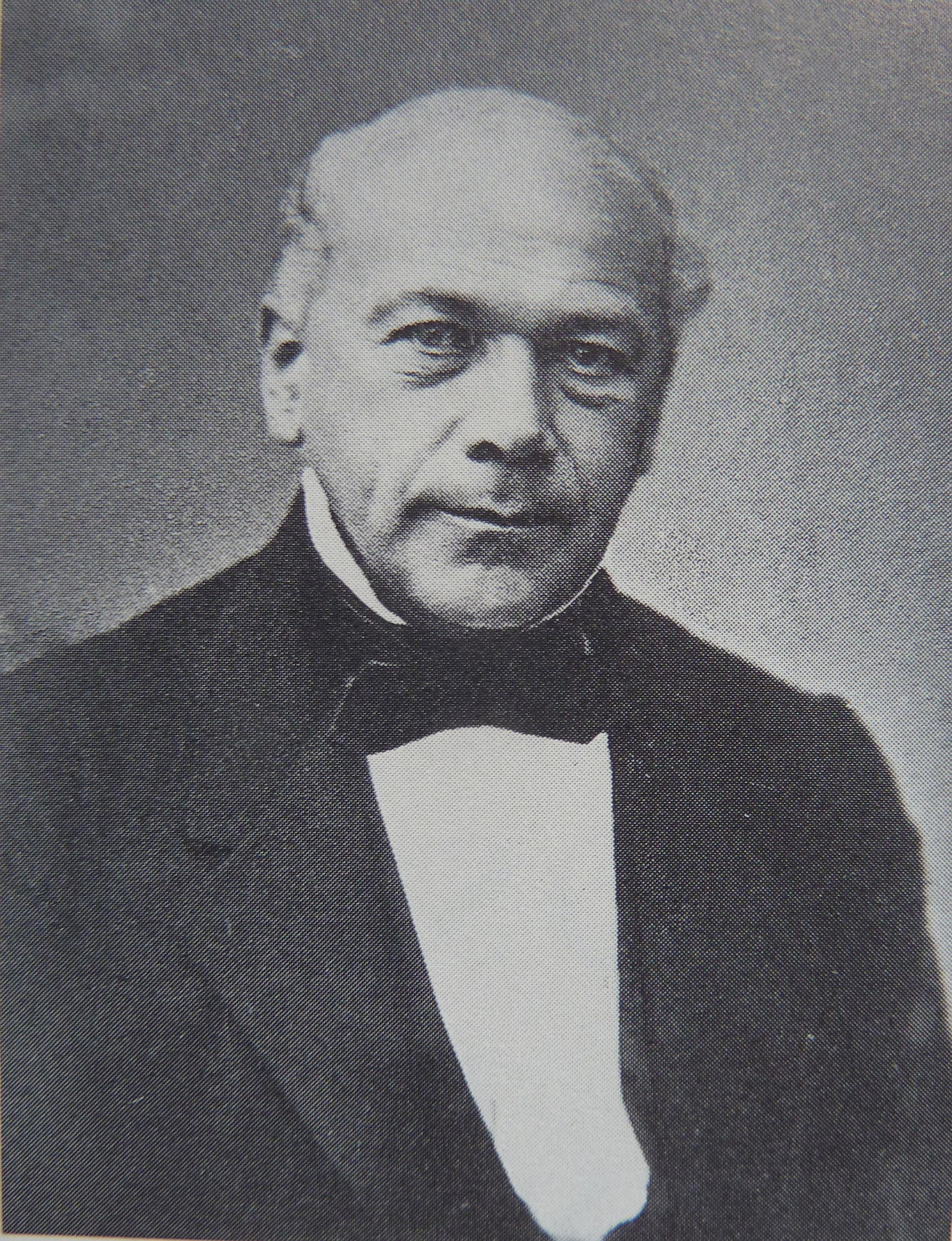
Иоганн фон Гофман

После окончания гимназии родного города поступил в Эрлагенский университет, где его наставниками были Христиан Крафт и Карл Георг фон Раумер, а с 1829 года продолжил обучение в Берлинском университете имени Гумбольдта; в Берлине значительное влияние на него оказало знакомство со взглядами с Гегелем, Шлейермахером и Ранке.
Несмотря на церковный консерватизм, Гофман принадлежал к национальной партии прогрессистов и энергично действовал в этом духе, как член баварской 2-й палаты.
Согласно «Энциклопедическому словарю Брокгауза и Ефрона», Гофман «оставил по себе многочисленную школу».
Наиболее известные труды автора: «Weissagung und Erfüllung» (1841—44); «Der Schriftbeweis» (2 изд. 1857—60); «Die Heilige Schrift des Neuen Testaments zusammenhängend untersucht» (1869—77), «Vorlesungen über theolog. Ethik» (1878); «Encyclopädie der Theologie» (1879); «Biblische Hermeneutik» (1880).
Иоганн Христиан Конрад фон Гофман умер 20 декабря 1877 года в городе Эрлангене.